# Катастрофа Let L-410 в Ржевке
Катастрофа Let L-410 в Ржевке — авиационная катастрофа, произошедшая в пятницу 3 августа 1979 года в Ковалёвском лесу у аэропорта Ржевка в Ленинградской области с самолётом L-410M (Л-410М) предприятия «Аэрофлот», в результате которой погибли 10 человек.

## Самолёт
L-410M (Л-410М) с бортовым номером 67206 (заводской — 77303602) был выпущен в Чехословакии 24 декабря 1976 года. Всего на момент катастрофы авиалайнер имел 648 часов налёта и 674 посадки.

## Катастрофа
Самолёт выполнял рейс 1643 из Смоленска в Ленинград. Пилотировал его экипаж из 287 лётного отряда, состоявший из пилота-инструктора Н. С. Левого, КВС-стажёра В. А. Цымбалова и второго пилота В. Л. Малеевского. В 10:40 МСК L-410 вылетел из Великих Лук, где совершал промежуточную посадку. На его борту находились 11 пассажиров.
При подходе к Ржевке экипаж перешёл на связь с диспетчером аэропорта, после чего приступил к заходу на посадку по магнитному курсу 237°. Погода в аэропорту в это время была следующая: облачность кучево-дождевая 4 балла, нижняя граница 800 метров, видимость 10 километров, ветер 230° (юго-западный) 8 м/с, порывы до 11 м/с. В 11:54 самолёт выполнил четвёртый разворот и вышел на предпосадочную прямую, в связи с чем пилоты доложили о готовности к посадке. Диспетчер им это разрешение дал. В 11:56 диспетчер заметил, что самолёт прекратил снижаться и начинает поворачивать вправо. Тогда он спросил у пилотов: «Вы что, уходите на второй круг?», на что те ответили: «Да, да, уходим». После этого связь с самолётом прекратилась.
L-410 летел в посадочной конфигурации (выпущены шасси и закрылки на 35°) со скоростью 165 км/ч, когда в районе БПРМ у него вдруг отказал правый двигатель, а воздушный винт вышел на режим авторотации. Экипаж попытался зафлюгировать винт рычагом РУВВ правого двигателя, но, несмотря на перемещение рычага, флюгирование не произошло. Незафлюгированный правый винт создавал высокое аэродинамическое сопротивление, тогда как левый работал в режиме тяги. Возник разворачивающий момент, который заставил самолёт отвернуть вправо от посадочного курса. События развивались быстро, из-за чего экипаж был вынужден уходить на второй круг, для чего режим левого двигателя был установлен на уровне, близком к взлётному. Разворачивающий правый момент пилоты попытались парировать отклонением руля направления влево, но у самолётов L-410 расход руля относительно небольшой, поэтому самолёт продолжал входить в правый поворот. Это также привело к появлению правого крена, который быстро достиг 30°, после чего произошло сваливание на правое крыло, также увеличивая и правый крен.
Под углом 30° и с правым креном 25° летящий по курсу 305° авиалайнер врезался в сосновый лес в 500 метрах от торца ВПП и в 550 метрах правее её оси. Продвинувшись по земле 12 метров от точки первого касания, самолёт разрушился. Пожара при этом не возникло. В катастрофе погибли все три пилота и семь пассажиров. Оставшиеся в живых четыре пассажира получили тяжёлые травмы.

## Причины катастрофы
Согласно результатам расследования, отказ и самовыключение правого двигателя были вызваны разрушением подшипникового узла вала-рессоры коробки приводов агрегатов двигателя. При этом налёт после последнего регламентного обслуживания двигателя (каждые 100 лётных часов) составил 4 часа 49 минут. Что до нефлюгерного положения правого воздушного винта, то по заключению ГосНИИ ГА причиной этого мог явиться уход РУВВ с упора «флюгера» и самоперемещение его в положение, при котором винт мог выйти на минимальный полётный угол установки лопастей — 15°. Уход РУВВ мог произойти из-за возвратного эффекта от упругого люфта рычага на упоре флюгера, что подтвердилось определённым при расследовании положением РУВВ правого двигателя — 8 миллиметров за упором БШ.
Также было отмечено, что в РЛЭ отсутствуют рекомендации: 
1. по производству посадки при отказе двигателя на предпосадочной прямой с авторотирующим винтом;
2. по производству посадки при отказе двигателя на предпосадочной прямой с зафлюгированным винтом;
3. по уходу на второй круг при отказе двигателя на предпосадочной прямой с авторотирующим винтом.

Заключение: Причиной катастрофы явилась потеря управляемости самолёта при попытке экипажа уйти на второй круг из-за отказа правой силовой установки на предпосадочной прямой и отсутствия в РЛЭ Л-410М рекомендаций экипажу по действиям в этих условиях.
— 